# Pasič
Pasič är en ort i Bosnien och Hercegovina.   Den ligger i entiteten Federationen Bosnien och Hercegovina, i den sydvästra delen av landet, 110 km väster om huvudstaden Sarajevo. Pasič ligger 709 meter över havet och antalet invånare är 263.
Terrängen runt Pasič är varierad. Närmaste större samhälle är Podhum, 14,5 km norr om Pasič. 
Omgivningarna runt Pasič är en mosaik av jordbruksmark och naturlig växtlighet. Runt Pasič är det ganska tätbefolkat, med 78 invånare per kvadratkilometer.